# Bandera de Guetaria
La Bandera de Guetaria (Getariako Ikurriña en euskera) es una competición anual de remo, de la especialidad de traineras que tiene lugar en Guetaria (Guipúzcoa) desde el año 2004 en categoría masculina y en 2010 en femenina, organizada por el Club de Remo Getaria y patrocinada por el Ayuntamiento de Guetaria siendo puntuable para las ligas ARC o ACT.

## Historia
Las regatas se disputan en Guetaria desde la temporada 2004 en categoría masculina y 2010 en categoría femenina. Desde la temporada 2006 a la 2021 estuvieron incluidas en el calendario de pruebas de la Liga ARC y desde la temporada 2022 forma parte del calendario de la Liga ACT, según la categoría en la que bogase la traineras masculina del Club de Remo Getaria, organizadora de la prueba, ya que tanto la Liga ACT como la Liga ARC exigen a los clubes que participan en dichas competiciones la organización de al menos una regata. En la temporada 2022 se incluyó la prueba dentro del calendario de la Liga ACT femenina 2022 pese a no tener trainera femenina en dicha competición.
La bandera del año 2022 rindió homenaje a Juan Sebastián Elcano, natural de Guetaria, en el 500 aniversario de la finalización de la Expedición de Magallanes-Elcano que supuso la primera circunnavegación de la Tierra en la historia.
La boya de salida y meta se sitúa frente a la punta del rompeolas del puerto de Guetaria y la baliza frente a la punta Itegi, con las calles dispuestas en paralelo a la costa, frente a la playa de playa de Malcorbe y Arribiribildegi. Las pruebas se realizan por el sistema de tandas por calles, a cuatro largos y tres ciabogas con un recorrido de 3 millas náuticas que equivalen a 5556 metros en categoría masculina. En categoría femenina se reman dos largos y una ciaboga lo que supone un recorrido de 1.5 millas náuticas que equivalen a 2778 metros.
La edición del año 2015 estuvo compuesta por 2 jornadas disputadas el primer fin de semana de agosto. La clasificación final se obtuvo sumando los tiempos de las dos jornadas otorgándose la bandera a la tripulación cuyo tiempo total fuese menor, resultando vencedor el Club de Remo Aita Mari de Zumaya. Los tiempos obtenidos en cada jornada así como la clasificación de dicha edición fueron los siguientes:
| Pos. | Club          | Trainera          | Jornada 1 | Jornada 2 | Tiempo total |
| ---- | ------------- | ----------------- | --------- | --------- | ------------ |
| 1    | Zumaia        | Telmo Deun        | 20:36.23  | 20:22.38  | 40:58.61     |
| 2    | Guetaria      | Esperantza        | 20:32.61  | 20:28.59  | 41:01.20     |
| 3    | Pedreña       | Seve Ballesteros  | 20:39.59  | 20:48.79  | 41:28.38     |
| 4    | Lekittarra    | Lekittarra        | 20:48.97  | 20:39.70  | 41:28.67     |
| 5    | Ondarroa      | Antiguako ama     | 20:55.69  | 20:34.03  | 41:29.72     |
| 6    | Deusto-Bilbao | Tomatera          | 20:53.92  | 20:44.36  | 41:38.28     |
| 7    | Donostiarra   | Torrekua          | 20:56.58  | 20:47.00  | 41:33.58     |
| 8    | Zarauz        | Enbata            | 21:14.69  | 21:12.27  | 42:26.96     |
| 9    | Orio B        | Txiki             | 21:33.22  | 21:00.83  | 42:34.05     |
| 10   | Santurce      | Sotera            | 21:38.86  | 21:17.51  | 42:56.37     |
| 11   | Elantxobe     | Artarri           | 21:57.02  | 21:40.51  | 43:37.53     |
| 12   | Santoña       | Virgen del Puerto | 22:49.65  | 21:37.93  | 44:27.58     |

| Color  | Resultado |
| ------ | --------- |
| Oro    | Ganador   |
| Plata  | Segundo   |
| Bronce | Tercero   |
| Verde  | Puntuó    |

## Categoría masculina

### Historial
| Edición | Año       | Ganador                | Segundo       | Tercero                 |
| ------- | --------- | ---------------------- | ------------- | ----------------------- |
| -       | 2004      | Zarautz                | San Pedro     | Donostia Arraun Lagunak |
| -       | 2005      | Zumaya                 | Laredo        | Zarautz                 |
| -       | 2006      | Pontejos               | San Pedro     | Lekittarra              |
| -       | 2007      | Guetaria               | San Juan      | Isuntza                 |
|         | 2008-2009 | no disputadas          | no disputadas | no disputadas           |
| I       | 2010      | Santoña                | Portugalete   | Zumaya B                |
| II      | 2011      | Basturialdea-Elantxobe | Guetaria      | Ondárroa                |
| III     | 2012      | Orio B                 | Lekittarra    | Donostiarra             |
| IV      | 2013      | Lekittarra             | Santurce      | Ciérvana                |
| V       | 2014      | Lekittarra             | Guetaria      | Zumaya B                |
| VI      | 2015      | Zumaya                 | Guetaria      | Pedreña                 |
| VII     | 2016      | Ondárroa               | Guetaria      | Pedreña                 |
| VIII    | 2017      | Donostiarra            | Lekittarra    | Santurce                |
| IX      | 2018      | Astillero              | Guetaria      | Deusto                  |
| X       | 2019      | Donostiarra            | Zarautz       | Guetaria                |
| XI      | 2020      | Pedreña                | San Pedro     | Deusto                  |
| XII     | 2021      | Guetaria               | Pedreña       | Kaiku                   |
| XII     | 2022      | Urdaibai               | Orio          | Donostiarra             |

### Palmarés
| Victorias | Club                   | Años       |
| --------- | ---------------------- | ---------- |
| 2         | Zumaya                 | 2005, 2015 |
| 2         | Guetaria               | 2007, 2021 |
| 2         | Lekittarra             | 2013, 2014 |
| 2         | Donostiarra            | 2017, 2019 |
| 1         | Zarautz                | 2004       |
| 1         | Pontejos               | 2006       |
| 1         | Santoña                | 2010       |
| 1         | Basturialdea-Elantxobe | 2011       |
| 1         | Orio B                 | 2012       |
| 1         | Ondárroa               | 2016       |
| 1         | Astillero              | 2018       |
| 1         | Pedreña                | 2020       |
| 1         | Urdaibai               | 2022       |

## Categoría femenina

### Historial
| Edición | Año       | Ganador             | Segundo             | Tercero             |
| ------- | --------- | ------------------- | ------------------- | ------------------- |
| I       | 2010      | Guetaria-Tolosa     | Zumaya              | Orio                |
| II      | 2011      | Zumaya              | Orio                | Hondarribia         |
|         | 2012      | no disputada        | no disputada        | no disputada        |
| III     | 2013      | Zumaya              | Pasajes de San Juan | Hibaika             |
| IV      | 2014      | Pasajes de San Juan | Zumaya              | Orio                |
| V       | 2015      | Zumaya              | Orio                | Pasajes de San Juan |
| VI      | 2016      | Hibaika             | Orio                | Pasajes de San Juan |
|         | 2017-2021 | no disputadas       | no disputadas       | no disputadas       |
| VII     | 2022      | Orio                | Arraun Lagunak      | Donostiarra         |

### Palmarés
| Victorias | Club                | Años             |
| --------- | ------------------- | ---------------- |
| 3         | Zumaya              | 2011, 2013, 2015 |
| 1         | Guetaria-Tolosa     | 2010             |
| 1         | Pasajes de San Juan | 2014             |
| 1         | Hibaika             | 2016             |
| 1         | Orio                | 2022             |